# Lista de prefeitos de Pocinhos
Esta é a lista de prefeitos do município de Pocinhos, estado brasileiro da Paraíba.
| Nº | Nome                               | Imagem | Partido               | Início do mandato      | Fim do mandato                          | Observações                           |
| 1  | José Pereira do Nascimento         |        | PSD                   | 30 de dezembro de 1953 | 26 de novembro de 1955                  | Prefeito nomeado                      |
| 2  | Padre José Augusto da Silva Galvão |        | PSD                   | 26 de novembro de 1955 | 13 de setembro de 1957                  | Prefeito eleito em sufrágio universal |
| 3  | Joaquim Limeira                    |        | PSD                   | 14 de setembro de 1957 | 30 de novembro de 1959                  | Prefeito eleito em sufrágio universal |
| 4  | José Alves                         |        | PSD                   | 30 de novembro de 1959 | 30 de novembro de 1963                  | Prefeito eleito em sufrágio universal |
| 5  | Padre José Augusto da Silva Galvão |        | PSD                   | 30 de novembro de 1963 | 31 de janeiro de 1969                   | Prefeito eleito em sufrágio universal |
| 6  | José Pereira do Nascimento         |        | MDB                   | 31 de janeiro de 1969  | 31 de janeiro de 1973                   | Prefeito eleito em sufrágio universal |
| 7  | Cloves Chaves da Costa             |        | ARENA                 | 31 de janeiro de 1973  | 31 de janeiro de 1977                   | Prefeito eleito em sufrágio universal |
| 8  | Silvio Souto de Oliveira           |        | ARENA                 | 31 de janeiro de 1977  | 31 de janeiro de 1983                   | Prefeito eleito em sufrágio universal |
| 9  | Cloves Chaves da Costa             |        | PDS                   | 31 de janeiro de 1983  | 31 de dezembro de 1988                  | Prefeito eleito em sufrágio universal |
| 10 | Salvino Souto de Oliveira          |        | PL                    | 1º de janeiro de 1989  | 31 de dezembro de 1992                  | Prefeito eleito em sufrágio universal |
| 11 | Adriano Cezar Galdino de Araújo    |        | PMDB                  | 1º de janeiro de 1993  | 31 de dezembro de 1996                  | Prefeito eleito em sufrágio universal |
| 12 | Hermes de Oliveira Filho           |        | PMDB                  | 1º de janeiro de 1997  | 31 de dezembro de 2000                  | Prefeito eleito em sufrágio universal |
| 13 | Adriano Cezar Galdino de Araújo    |        | PMDB                  | 1º de janeiro de 2001  | 31 de dezembro de 2004                  | Prefeito eleito em sufrágio universal |
| 13 | Adriano Cezar Galdino de Araújo    | PSDB   | 1º de janeiro de 2005 | 31 de dezembro de 2008 | Prefeito reeleito em sufrágio universal |                                       |
| 14 | Arthur Bonfim Galdino de Araújo    |        | PSDB                  | 1º de janeiro de 2009  | 31 de dezembro de 2012                  | Prefeito eleito em sufrágio universal |
| 15 | Cláudio Chaves Costa               |        | PMN                   | 1º de janeiro de 2013  | 31 de dezembro de 2016                  | Prefeito eleito em sufrágio universal |
| 15 | Cláudio Chaves Costa               | PTB    | 1º de janeiro de 2017 | 31 de dezembro de 2020 | Prefeito reeleito em sufrágio universal |                                       |
| 16 | Eliane Galdino                     |        | AVANTE                | 1° de janeiro de 2021  | 31 de dezembro de 2024                  | Prefeita eleita em sufrágio universal |
| 16 | Eliane Galdino                     | REP    | 1° de janeiro de 2025 | Atualidade             | Prefeita reeleita em sufrágio universal |                                       |